# Frätskinn
Frätskinn (Vuilleminia comedens) är en svampart som först beskrevs av Christian Gottfried Daniel Nees von Esenbeck, och fick sitt nu gällande namn av René Charles Maire 1902. Frätskinn ingår i släktet Vuilleminia och familjen Corticiaceae.  Arten är reproducerande i Sverige. Inga underarter finns listade i Catalogue of Life.

## Bildgalleri

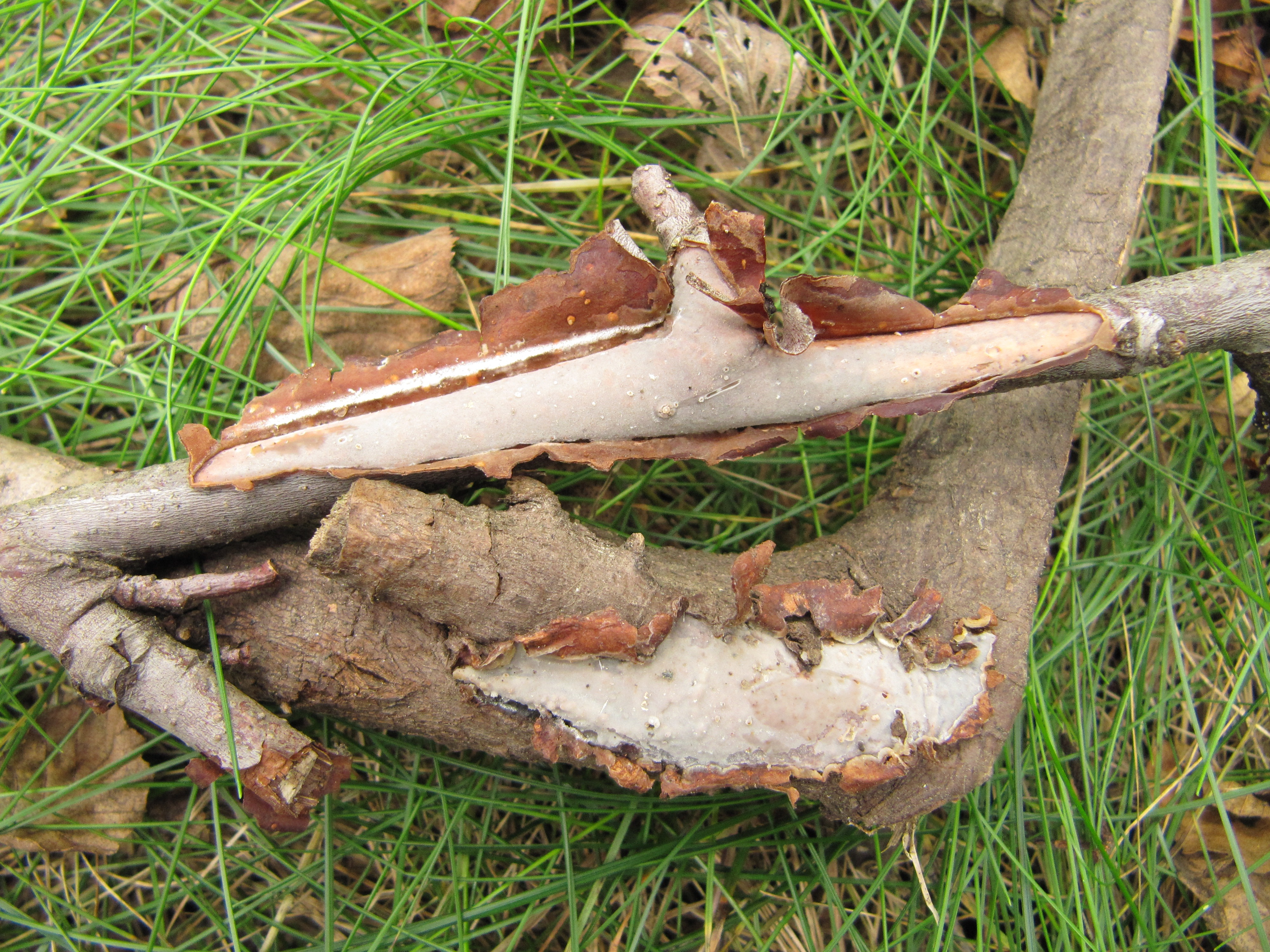
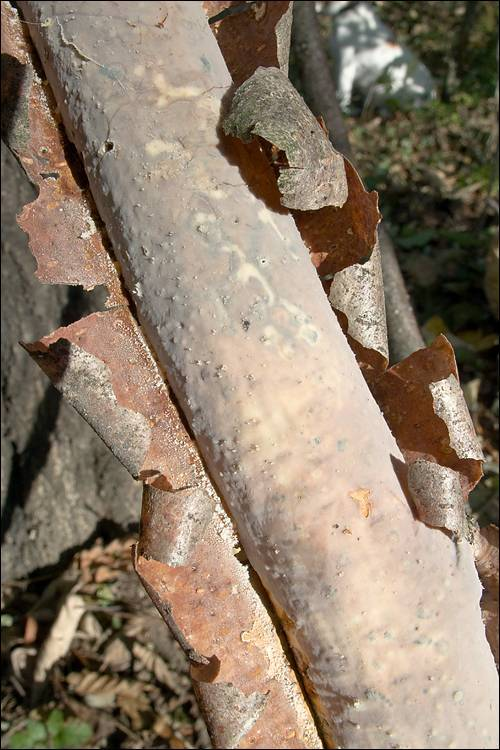